# Hexatoma (Eriocera) juliana
Hexatoma (Eriocera) juliana is een tweevleugelige uit de familie steltmuggen (Limoniidae). De soort komt voor in het Neotropisch gebied.